# Callia purpureipennis
Callia purpureipennis är en skalbaggsart som beskrevs av Johannes von Nepomuk Franz Xaver Gistel 1848. Callia purpureipennis ingår i släktet Callia och familjen långhorningar. Inga underarter finns listade.